# Donne-moi la main
Pour plus de détails, voir Fiche technique et Distribution.
Donne-moi la main est le premier long-métrage de Pascal-Alex Vincent, projeté en avant-première au Festival du film de Turin (Italie) le 27 novembre 2008 et sorti en France le 18 février 2009.

## Synopsis
Deux frères jumeaux âgés de 18 ans, Antoine et Quentin, se rendent à pied en Espagne, à l'insu de leur père ; ils veulent y assister aux obsèques à Pasaia de leur mère qu'ils ont peu connue. Au cours de ce voyage, ils vont découvrir leurs différences de caractère,.

## Fiche technique
- Titre : Donne-moi la main
- Réalisation : Pascal-Alex Vincent
- Scénario : Pascal-Alex Vincent, Martin Drouot et Olivier Nicklaus
- Photographie : Alexis Kavyrchine
- Montage : Dominique Petrot
- Son : Laurent Benaïm, Xavier Thibault et Laure Arto
- Musique : Tarwater
- Société de production : Local films -  Busse & Halberschmidt Filmproduktion
- Distribution : Bodega Films
- Pays d'origine :  France
- Format : couleur - 35 mm - 2,35:1 Cinémascope - Dolby Digital DTS
- Langue : français
- Genre : drame
- Durée : 80 minutes
- Dates de sortie :
  - France : 18 février 2009

## Distribution
- Alexandre Carril : Antoine
- Victor Carril : Quentin
- Anaïs Demoustier : Clémentine
- Samir Harrag : Hakim
- Patrick Hauthier : l'homme de la gare
- Katrin Sass : la femme du train
- Fernando Ramallo : le jeune Espagnol

## Autour du film
- Le titre est un extrait de la chanson Melocoton de Colette Magny, entendue à plusieurs reprises dans le film : « Melocoton, où elle est maman ? / J'en sais rien, viens, donne-moi la main / Pour aller où ? / J'en sais rien, viens ».